# 特注
| ウィキペディアには「特注」という見出しの百科事典記事はありません（タイトルに「特注」を含むページの一覧/「特注」で始まるページの一覧）。 代わりにウィクショナリーのページ「特注」が役に立つかもしれません。 |